# Ciocănești (okręg Călărași)
Ciocănești – wieś w Rumunii, w okręgu Călărași, w gminie Ciocănești. W 2011 roku liczyła 4257 mieszkańców.